# Lituotubellinae
Lituotubellinae es una subfamilia de foraminíferos bentónicos de la familia Tournayellidae, de la superfamilia Tournayelloidea, del suborden Fusulinina y del orden Fusulinida. Su rango cronoestratigráfico abarca desde el Tournaisiense superior hasta el Viseense (Carbonífero inferior).

## Discusión
Algunas clasificaciones más recientes incluyen Lituotubellinae en la familia Lituotubellidae, de la superfamilia Lituotubelloidea, del suborden Tournayellina, del orden Tournayellida, de la subclase Fusulinana y de la clase Fusulinata.

## Clasificación
Lituotubellinae incluye a los siguientes géneros:
- Bogushella †
- Lituotubella †
- Mstiniella †
- Neobrunsiina †
- Pseudolituotubella †
- Uviella †

Otro género considerado en Lituotubellinae es:
- Uvatournayella †, aceptado como Neobrunsiina